# Menandros & Thaïs (film)
Menandros & Thaïs je česko-rakouský debut režisérské dvojice Antonína Šilara a Ondřeje Cikána z roku 2016. Jedná se o "sandálový velkofilm s minimálním rozpočtem."

## Děj a povaha filmu
Tháïs je během své svatby s Menandrem unesena piráty z Athén. Ženich ji hledá po celém antickém světě, zlá čarodějnice jej ovšem zaslíbila jiné ženě.
Podobně jako v stejnojmenné románové předloze Ondřeje Cikána se i ve filmové verzi mísí starověk se současností. Film označovaný jako "sandálová, milostná a střílečková road-movie" je prý "inovativní po formální i dramaturgické stránce": Antonín Šilar je povoláním scénograf, Ondřej Cikán klasický filolog a německy píšící spisovatel.

## Výroba
Film se natáčel od roku 2012 v České republice a Rakousku za podpory drobných sponzorů, v koprodukci Vídeňského sdružení Die Gruppe a Pražské Filmové akademie FAMU. Posléze se připojili další koproducenti, společnosti Nutprodukce a Magiclab, a film byl podpořen Státním fondem kinematografie ČR. Zvuk se vyráběl postprodukčně ve studiích Klenkasound a Bystrouška.
Česká premiéra proběhla na XXIII. Pražském mezinárodním festivalu Febiofest.

## Obsazení
| Jakub Gottwald        | Menandros       |
| Jessyca R. Hauser     | Tháïs           |
| Ondřej Bauer          | Eudromos        |
| Violetta Zupančič     | Chryséïs        |
| Petr Růžička          | Aristobúlos     |
| Rudolf Stärz          | Hlas Aristobúla |
| Marcus Bukowsky       | Adramys         |
| Pasi Mäkelä           | Polyploos       |
| Alexander Krittl      | Vypravěč        |
| Marie Syrová          | Hostitelka      |
| Armin Knauthe         | Pastevec        |
| Pavel Ponocný         | Trpaslík        |
| Johannes "Der" Nowak  | Údo             |
| Benedikt Bauernberger | Buffalo Bill    |
| Alexander Almásy      | Xerxés          |
| Thomas Kamper         | Hlas Xerxa      |
| Amira Ben Saoud       | Amirah          |
| Tomáš Jeřábek         | Mandalótos      |
| Elisabeth Vitouch     | Myrrhiné        |
| Petr Vančura          | Mastičkář       |
| Miroslav Cikán        | Sluha           |
| Claus Bukowsky        | Otrokář         |

## Recenze
- Rimsy, MovieZone.cz
- Martin Brys, Červenýkoberec.cz
- Mirka Spáčilová, idnes.cz
- Petr Stránský, Cinema č. 301, květen 2016, str. 30-31,
- Martin Brys, filmovyprehled.cz
- Kateřina Nechvílová literarky.cz